# Versöhnung
Versöhnung ist ein theologischer und philosophischer Begriff, der häufig auch in der Alltagssprache, der Politik oder der Psychologie verwendet wird.

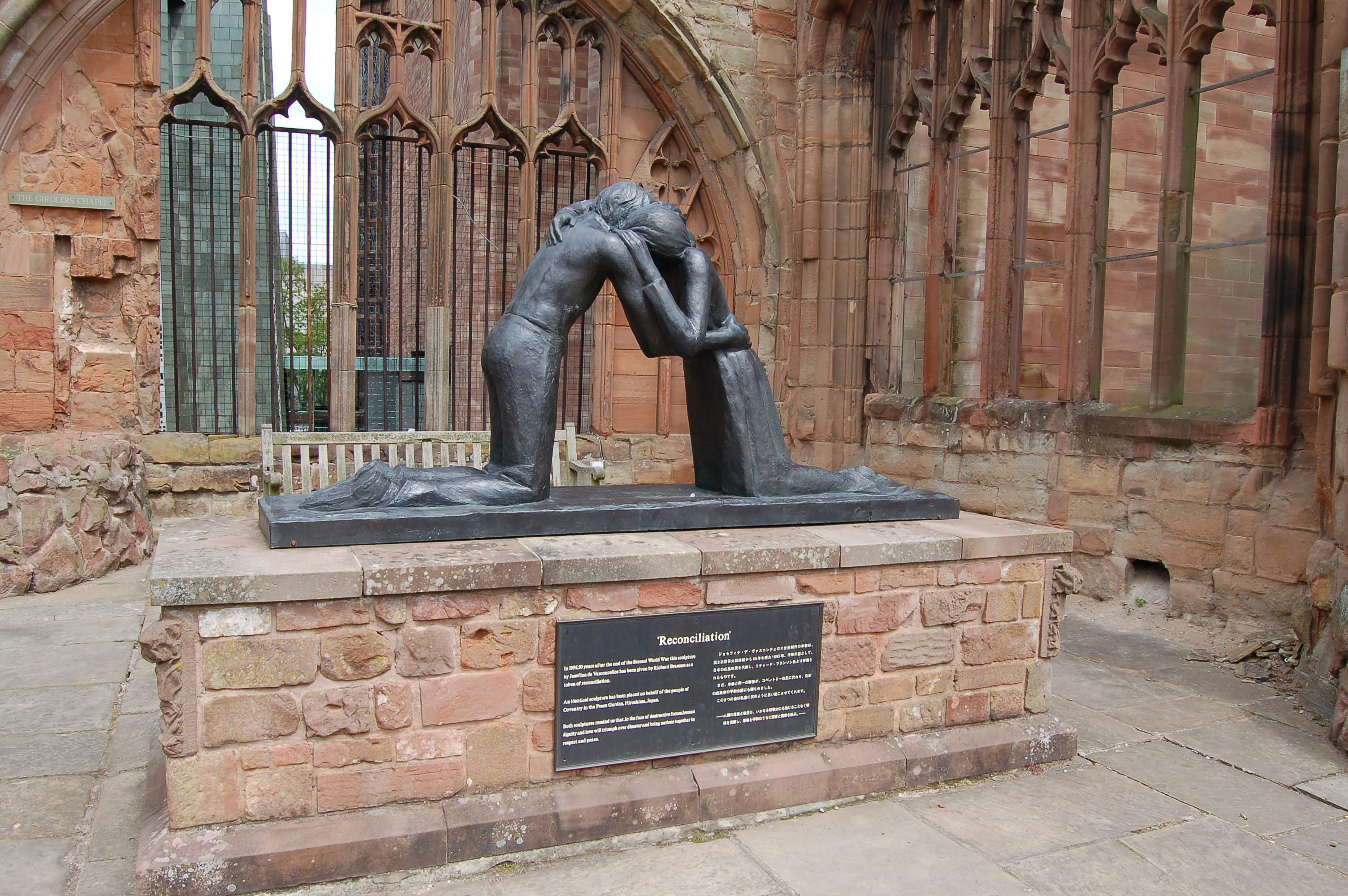
Statue Versöhnung in der alten Kathedrale von Coventry

## Etymologie
Das schwache Verb versöhnen hat sich aus dem mittelhochdeutschen Wort versuenen entwickelt, das zum Stammwort Sühne gehört. Die daraus gebildete Form versühnen hat sich noch bis ins 19. Jahrhundert gehalten. Der heute geltende Umlaut ö stammt aus dem Bairischen und Schwäbischen: Im Spätmittelalter wandelte sich ein ue vor einem n zum ö.

## Glaube und Theologie

### Christentum
Im christlichen Glauben ist die durch die Sünde entstandene Kluft zwischen Gott und Mensch zu ver-sühnen. Gott ist in Jesus Christus Mensch geworden, um die Menschen zu sich zurückzuholen und sie wieder mit ihm zu vereinen (siehe auch Rechtfertigung). Besonders deutlich wird dies durch das Leiden und Auferstehen Jesu Christi: Der Gottessohn leidet freiwillig, um die Menschen wieder mit Gott zu versöhnen. Dies wird zum Beispiel an den Worten, die er vom Kreuz sprach, deutlich: „Vater, vergib ihnen, denn sie wissen nicht was sie tun“ (Lukas 23,34 ). Der Apostel Paulus nimmt dies in seinen Briefen auf: „Gott aber hat seine Liebe zu uns darin erwiesen, dass Christus für uns gestorben ist, als wir noch Sünder waren“ (Römer 5,8 ). Paulus verknüpft die Versöhnung mit dem Kreuzestod Jesu Christi: Nicht Gottes Rache, sondern seine Liebe zu den Menschen kommt darin zum Ausdruck. So schreibt Paulus an anderer Stelle: „Gott war es, der in Christus die Welt mit sich versöhnt hat, indem er den Menschen ihre Verfehlungen nicht anrechnete und uns das Wort von der Versöhnung anvertraute“ (2 Kor 5,19 ). Für die Bibel ist wichtig, dass nicht die Menschen Gott versöhnlich stimmen müssen, sondern er barmherzig ist. Den Christen ist aufgetragen, die Botschaft von dieser Versöhnung zu verbreiten. Im wichtigsten Gebet der Christen, dem Vaterunser, heißt es: „Vergib uns unsere Schuld, wie auch wir vergeben unseren Schuldigern“. Auch viele Gleichnisse Jesu sprechen von der Vergebung (vgl. Liste der Gleichnisse Jesu). In der Bergpredigt verlangt Jesus von denen, die ihm nachfolgen, sogar die Feinde zu lieben. Die Botschaft und das Vorbild Jesu wird von den Christen gleichsam als Wendepunkt in der Heilsgeschichte verstanden, als Höhepunkt der Versöhnung: Weil Gott den Menschen die Sünden vergeben hat, sollen sie auch allen anderen Menschen bereitwillig vergeben. Doch steht diese Botschaft auf der Basis des Alten Testaments, in dem Gott als barmherzig und verzeihend beschrieben wird (vgl. Psalm 78,38 ; Psalm 103,8f. ).
Aus dieser Grundbotschaft entwickelte sich in der christlichen Theologie die Lehre der Versöhnung von Gott und Mensch durch Jesus Christus, die als Soteriologie bezeichnet wird und in den verschiedenen Konfessionen unterschiedlich ausgeprägt ist. Sehr einflussreich für die katholische und evangelische Theologie war zum Beispiel die Satisfaktionslehre nach Anselm von Canterbury aus dem 12. Jahrhundert, die versucht, die Wiedergutmachung der Sündenschuld durch das Kreuzesleiden Christi zu erklären und dabei die Barmherzigkeit mit der Gerechtigkeit Gottes zu vermitteln. Die Versöhnung kommt darin nicht gut zum Ausdruck. Vor allem im Laufe des 20. Jahrhunderts wurde die biblische Botschaft von der Versöhnung in der Soteriologie wieder stärker zum Tragen gebracht. In der katholischen Theologie ist die individuelle Versöhnung traditionell eng verknüpft mit Buße und Beichte, doch kann die Lossprechung durch den Priester (Absolution) die Versöhnung von Menschen untereinander nicht ersetzen. Eine Absolution gibt es nur im Gewissen des Gläubigen durch den Glauben; sie schützt nicht vor weltlichen Strafen. Das Bußsakrament macht deutlich, dass die Kirche eine Gemeinschaft von Menschen ist, die Schuld und Sünde ernst nehmen und vor Gott und miteinander überwinden möchten: Christen stellen sich ihrer Schuld auch vor der kirchlichen Gemeinschaft, die der Priester repräsentiert, und lassen sich die Versöhnung Gottes zusprechen. Die Beichte wird daher häufig auch als Sakrament der Versöhnung bezeichnet.

### Judentum
Hervorzuheben im Judentum ist insbesondere der große jüdische Feiertag Jom Kippur, an dem – etwas verkürzt dargestellt – die Versöhnung mit dem Ewigen dadurch erreicht wird, dass wir uns miteinander versöhnen: Das reuevolle Eingeständnis von Sünden ist eine Bedingung zur Sühne. „Der Versöhnungstag befreit von Sünden gegen Gott, jedoch von Sünden gegen den Nächsten erst, nachdem die geschädigte Person um Verzeihung gebeten worden ist“, heißt es im Talmud.

## Hawaiische Tradition
Eine besondere Tradition ist Hoʻoponopono: Es ist ein psycho-spirituelles Verfahren der alten Hawaiianer, dessen Anwendung weit über achthundert Jahre zurückreicht und das heute wieder vor allem in einer modern-esoterischen Form angewendet wird. Als geistige Reinigung, einer Korrektur von Fehlverhalten (Sünden), ist es eine vielstufige Gebets- und Atemübung. Traditionell wurde das Verfahren, bei dem alle an einem Problem beteiligten Personen anwesend waren (im Geiste auch die Ahnen), durch einen kahuna mit Heilkräften geleitet, eine Art Schamane. Die zur Mithilfe angerufenen höheren Wesen waren vorwiegend Naturgeister, aber auch ein Familiengeist, genannt 'aumakua. Die esoterischen Formen, deren Begründerin die kahuna Morrnah Simeona war, können allein durchgeführt werden.

## Philosophie
In Hegels Philosophie ist mit Versöhnung die Vermittlung gemeint, die am Ende der Dialektik die Widersprüche in einer Synthese aufhebt. Die Einheit von Begriff und Sein soll erreicht werden.

## Psychologie
In der Psychologie wird die Versöhnung definiert als die Aufnahme und Pflege positiver Beziehungen zwischen Konfliktparteien. Das bedeutet also, dass Versöhnung mehr ist, als einen Konflikt zu lösen und beizulegen. Vielmehr heißt Versöhnung, dass sich zusätzlich die Einstellung beider Konfliktparteien gegenüber der anderen Partei ändert. Zum Prozess der Versöhnung gehören Entschuldigung, Vergebung, Wiedergutmachung und Wiederherstellung von Respekt und Akzeptanz. Die Versöhnung ist dann erreicht, wenn beide Konfliktparteien positive Einstellungen gegenüber der anderen Konfliktpartei haben, sich vertrauen und kooperieren.
In der Psychologie spricht man bei der Versöhnung von zwei Ebenen: Der Beziehungsebene und der Identitätsebene. Auf der Beziehungsebene geht es darum, die Beziehung zwischen den Konfliktparteien zu verbessern, damit eine Versöhnung möglich ist. Auf der Identitätsebene dagegen geht es darum, dass in einem Konflikt die Identitäten beider Konfliktparteien bedroht sind. Erst wenn diese Bedrohungen der Identität behoben werden, ist eine Versöhnung möglich.

## Politik
In Gesellschaft und Politik wird Versöhnung als ein möglicher Bestandteil einer Vergangenheitsbewältigung und/oder Konfliktregelung betrachtet. So wurden zahlreiche Wahrheits- und Versöhnungskommissionen gegründet. Die Ermittlung der Wahrheit bezüglich des realen Geschehens wird sowohl bei einer Vergangenheitsbewältigung als auch bei einer Konfliktregelung für erforderlich gehalten. Mitunter werden auch Denkmale zum Zwecke der Versöhnung errichtet, z. B. das Vietnam Veterans Memorial.